# کانجی اوکونوکی
کانجی اوکونوکی (انگلیسی: Kanji Okunuki؛ زادهٔ ۱۱ اوت ۱۹۹۹) بازیکن فوتبال اهل ژاپن است.